# Mniadelphus flaccidus
Mniadelphus flaccidus là một loài Rêu trong họ Hookeriaceae. Loài này được (Hook. f. & Wilson) Hampe mô tả khoa học đầu tiên năm 1850.